# Alpaida rostratula
Alpaida rostratula este o specie de păianjeni din genul Alpaida, familia Araneidae. A fost descrisă pentru prima dată de Eugen von Keyserling în anul 1892. Conform Catalogue of Life specia Alpaida rostratula nu are subspecii cunoscute.